# Amandine Henry
Amandine Chantal Henry (Lilla, 28 settembre 1989) è una calciatrice francese, centrocampista offensivo della nazionale francese.

## Carriera

### Club
Amandine Henry inizia a giocare all'età di 6 anni, iniziando nelle giovanili dell'OSM Lomme, dove milita dal 1995 al 2000, per passare all'Iris Club de Lambersart indossandone la maglia per cinque stagioni. Nel frattempo. nel 2002, sottoscrive un contratto con l'Hénin-Beaumont.
Le qualità espresse nel gioco attirarono l'attenzione degli osservatori della Federazione francese (FFF) che le proposero di entrare al Centre technique national Fernand Sastre, accademia del calcio federale situata a Clairefontaine-en-Yvelines. Henry accetta e la FFF investe due anni, dal 2005 al 2007, per istruire l'atleta e migliorare le sue già rilevanti doti tecniche.
Nell'estate 2007 sottoscrive un contratto con l'Olympique Lione, società femminile con sede a Lione, con la quale rimane ai vertici della Division 1 Féminine, il massimo livello del campionato francese femminile di calcio e delle competizioni internazionali, la UEFA Women's Cup divenuta UEFA Women's Champions League dalla stagione 2009-2010. Con la squadra di Lione rimane nove stagioni, contribuendo alla conquista di nove titoli francesi, quattro Coppe di Francia e tre Champions League, decidendo nell'estate 2016 di lasciare la società congedandosi con un tabellino personale di 142 presenze e 31 reti siglate in D1.
Nel 2016 decide di intraprendere la sua prima esperienza in un campionato estero, nel calcio femminile professionistico statunitense, siglando un accordo con il Portland Thorns per giocare in National Women's Soccer League e contribuendo al raggiungimento delle semifinali nella parte conclusiva del torneo. Grazie alla pausa invernale del campionato, nel gennaio 2017 la società trova un accordo con il Paris Saint-Germain che cede Henry con la formula del prestito alla società parigina.
Dal 1º gennaio 2018 è tornata all'Olympique Lione, firmando un contratto di due anni e mezzo con la società lionese, accordo che era stato già raggiunto nel settembre precedente.

### Nazionale
Henry viene convocata dai selezionatori delle nazionali giovanili della Francia, facendo il suo debutto con la Nazionale francese Under-19 in una competizione UEFA il 25 aprile 2006, nell'incontro valido per il secondo turno di qualificazione all'edizione 2006 del campionato europeo di categoria e vinto dalle Bleues per 3-1 sulle avversarie della Norvegia.
Quello stesso anno viene inoltre inserita nella rosa della formazione Under-20 che, grazie al secondo posto conquistato all'europeo 2005 ai danni della Russia, data quest'ultima la nazione organizzatrice partecipa al mondiale 2006. In quell'occasione scende in campo le tre partite della fase a gironi del Gruppo D più l'incontro dei quarti di finale, perso per 2-1 nei confronti della Corea del Nord, poi vincitrice del torneo.
Per il debutto nella Nazionale maggiore deve aspettare il 2009, quando il selezionatore Bruno Bini la chiama per essere impiegata nell'amichevole giocata allo Stade Gaston-Gérard di Digione il 22 aprile contro le avversarie della Svizzera, incontro terminato con la vittoria francese per 2-0. In quell'occasione Henry gioca il solo primo tempo per essere sostituita al 46' da Gaëtane Thiney.
Le prestazioni offerte in campionato le garantiscono l'inserimento in rosa per la fase finale degli europei di Finlandia 2009 e Svezia 2013, in entrambi i casi eliminata ai quarti di finale, e per il mondiale di Canada 2015, anche qui fermata ai quarti di finale dalla Germania solo ai calci di rigore. Al 1º dicembre 2015 l'unico trofeo conquistato con la maglia della nazionale è la Cyprus Cup dove vince l'edizione 2012 nella finale del 6 marzo con il punteggio di 2-0 sulle avversarie del Canada.

## Palmarès

### Club

#### Competizioni nazionali
- Campionato francese: 14

Olympique Lione: 2007-2008, 2008-2009, 2009-2010, 2010-2011, 2011-2012, 2012-2013, 2013-2014, 2014-2015, 2015-2016, 2017-2018, 2018-2019, 2019-2020, 2021-2022, 2022-2023
- Coppa di Francia: 10

Olympique Lione: 2007-2008, 2011-2012, 2012-2013, 2013-2014, 2014-2015, 2015-2016, 2016-2017, 2018-2019, 2019-2020, 2022-2023
- National Women's Soccer League: 1

Portland Thorns: 2017
- Trophée des Championnes: 1

Olympique Lione: 2019

#### Competizioni internazionali
- UEFA Women's Champions League: 6

Olympique Lione: 2010-2011, 2011-2012, 2015-2016, 2017-2018, 2018-2019, 2021-2022
- Coppa del mondo per club: 1

Olympique Lione: 2012

### Nazionale
- Cyprus Cup: 1

2012
- SheBelieves Cup: 1

2017